# 乞食谷戸
乞食谷戸（こじきやと）とは、日本における貧民街（スラム）に対する呼称。

## 横浜の乞食谷戸
日本には古くから貧民街が各地に点在していたが、震災や戦災などによって拡大・消滅を繰り返した。
ここでは、各地で「乞食谷戸」と称された貧民街の中でも規模の大きい、第二次世界大戦前に横浜に存在した貧民街について述べる。
1927年の「不良住宅地区改良法」による改良住宅の建設などによって次第に消滅していった場所の一つであり、横浜市南区南太田町の一部地区を指していた。
1881年（明治14年）頃から貧困層が多く集まり始め、次第に拡大していった。明治30年代半ばの住民登録された人口は500人超、戸数およそ120戸。1909年（明治42年）の住民登録された人口は約700人。1913年（大正2年）の内務省社会局と神奈川県警察部によって調査された戸数は320戸となった。なお、路上生活者は戸数や人口にカウントされていない。
1925年に行われた「不良住宅地区調査」では、人口5万以上の都市および隣接町村で100世帯以上の不良住宅が密集した地区を対象とした。このため多数を占める小規模スラムは対策が遅れ、周囲でも消滅したのはここだけという皮肉な結果となった。住宅供給も決して万全ではなく、単に追い出されて周囲の小スラムへと拡散した者も多かった。
住民の中には、他の周辺地域と同様にさまざまな社会的弱者が存在した。住民の職業は様々で、沖仲仕や土工、工員、内職を行う者、香具師、諸芸を行う者、通称のように乞食を行う者も存在した。乞食の中にはハンセン病患者もみられ、医師の増田勇は1906年に同地に粗末な建物の「増田癩治療所」を作って医療・救済に取り組んだ。
同潤会の不良住宅地区改良事業により、木造モルタル造の住宅群が地区内へ建設された。一部地区については既存の長屋を流用することによって地区改良が行われた。その改良住宅地区も第二次世界大戦の戦災によってほぼ焼失した。現在では通常の住宅地となっており、当時の面影は見られなくなった。

## 不良住宅地区改良法
1927年施行の法律で、戦後は1960年制定の住宅地区改良法に引き継がれた。近代化に伴う大都市への人口流入による質の低い住宅密集、衛生問題、関東大震災後に広がった大都市スラム化に対応すべく、衛生や風紀保安等について有害または危険があると判断した場合、公共団体が住宅改良事業を行うことができると定めた。
不良住宅地区改良法にて指定された地区は以下の通りで、これら地区を対象として不良住宅地区改良事業を行った。
- 1928年（昭和3年）
  - 横浜市：南太田町地区（不良住宅地区改良法公布後、最初の改良事業）：同潤会による事業
  - 東京府：三河島町地区
  - 東京府：西巣鴨町地区
  - 大阪市：下寺・日東町地区
  - 名古屋市：奥田町地区
- 1930年（昭和5年）
  - 神戸市：葺合新川地区
- 1933年（昭和8年）
  - 東京市：日暮里町地区：同潤会による事業

なお、下記地区は、不良住宅地区改良法以前に着手した改良事業である。
- 1926年（大正15年）
  - 東京市：猿江裏町地区：同潤会による事業

上記合計8地区の改良事業によって、戦争で1942年（昭和17年）に中止されるまで、4145戸の改良住宅が建設された。